# Spondias radlkoferi
Spondias radlkoferi es una especie de planta de la familia Anacardiaceae, algunos de sus nombres comunes son: jobo (México), pahara (Honduras) y ciruelo (Costa Rica).

## Clasificación y descripción
Este árbol alcanza hasta 30 m de altura, pero depende del sitio; se pueden encontrar árboles de 5 m de altura, el diámetro puede medir de 40 a 80 cm; el tronco es recto y cilíndrico, generalmente es caducifolio (que pierde sus hojas durante la temporada de sequía). La corteza de este árbol es lisa de color café amarillento, se caracteriza por presentar líneas horizontales o cicatrices que semejan anillos. Cuando se le hiere secreta un exudado en gotas transparentes, con el tiempo se tornan blanquecinas translúcidas. Las hojas son compuestas, la hoja está formada por hojas secundarias (también llamadas hojuelas o foliolos) que van de 7 a 17, alcanzan una longitud de 3 a 14 cm, y 1,5 a 4,5 cm de ancho; los bordes de los folíolos son enteros u ondulados. Las flores se encuentran agrupadas en racimos terminales, alcanzan de 15 a 28 cm de largo, son blancas o blanco verdosas, muy pequeñas de 2,3 a 4,3 mm. Los frutos son carnosos de 3 a 3,5 cm de largo; son de color verde cuando están maduros.

## Distribución y hábitat
Selvas medianas subperennifolias, así como en las selvas altas, vegetación inundable, acahuales o vegetación secundaria o que resulta de la perturbación de las selvas, ocasionalmente se encuentra en las selvas caducifolias. Se encuentra a una altitud de 0 - 700 m s. n. m. México (Veracruz, Tabasco, Chiapas, Campeche), Belice, Guatemala, Honduras, El Salvador, Nicaragua, Costa Rica, Panamá, Colombia y Venezuela.

## Estado de conservación
La madera la emplean para construcciones rurales como son la construcción de cercas. Las ramas son usadas para leña.
Esta especie tiene una categoría de especie Amenazada (A) según la NOM-059-ECOL-2010.